# Feliks Olas
Feliks Józef Olas (ur. 3 stycznia 1893 w Poroninie, zm. wiosną 1940 w Katyniu) – kapitan piechoty Wojska Polskiego, funkcjonariusz oraz urzędnik Straży Celnej i Straży Granicznej, doktor praw, redaktor naczelny czasopisma „Czaty”, ofiara zbrodni katyńskiej.

## Życiorys
Urodził się jako syn Szymona i Anieli z Niwińskich. Ukończył III Gimnazjum im. Króla Jana Sobieskiego w Krakowie w 1914 .
Po wybuchu I wojny światowej wstąpił do Legionów Polskich 16 sierpnia 1914 i służył w 2 pułku piechoty w składzie II Brygady. W 1915 został absolwentem Szkoły Oficerskiej 2 pułku piechoty Legionów Polskich w Zambrowie . Oddelegowany ze służby (superarbitracja) 16 kwietnia 1915 w Wiedniu, odbył leczenie i powrócił do Legionów. Po tym jak II Brygada w połowie lutego 1918 przeszła na tereny ukraińskie, wstąpił do II Korpusu Polskiego w Rosji i w jego szeregach służył w 13 pułku strzelców . Podczas bitwy pod Kaniowem 11 maja 1918 został wzięty do niewoli przez Niemców, z której zbiegł . Działał w organizacji Polskiej Organizacji Wojskowej w Humaniu , potem od połowy 1918 w charakterze kuriera Polskiej Komendy Wojskowej w Moskwie (przekazywał informacje w Mazowieckim pułku czerwonych ułanów oraz prowadził agitację celem wstępowania do Wojska Polskiego ).
W 1918 ukończył studia na Wydziale Prawa Uniwersytetu Jagiellońskiego . Po odzyskaniu przez Polskę niepodległości wstąpił do Wojska Polskiego od listopada 1918 do końca lutego 1919 pracował w Wojskowej Szkole Mierniczej w Warszawie . Potem był adiutantem w Ministerstwie Spraw Wojskowych . Podczas wojny polsko-bolszewickiej służył w stopniu podporucznika w 2 Armii na stanowisku dowódcy kompanii, a od 1 czerwca do 31 października 1920 jako referent organizacyjny . W 1921 został absolwentem Kursu Szefów Oddziału IV przy Naczelnym Dowództwie Wojska Polskiego . Następnie sprawował funkcje szefa sekcji ogólnej w dowództwie 3 Armii oraz p.o. szefa oddziału sztabowego IV oraz od 20 marca 1921 szefa Oddziału IV w IV Inspektoracie Armii . Uczestniczył w III powstaniu śląskim jako zastępca szefa sztabu Grupy „Wschód” od 21 maja do 1 lipca 1921 . Od 8 września do 31 października 1921 służył ponownie w 3 Armii . Został awansowany do stopnia kapitana piechoty ze starszeństwem z dniem 1 czerwca 1919. W 1922 został przeniesiony do rezerwy .
W 1922 został funkcjonariuszem Straży Celnej, w której służył w stopniu starszego komisarza . W 1925 objął stanowisko kierownika Inspektoratu Straży Celnej w Działdowie . W tym samym roku został redaktorem naczelnym utworzonego wówczas czasopisma branżowego tej służby, pod nazwą „Czaty”. Jego interpretacje ukazały się w wydanym w sierpniu 1926 pierwszym podręczniku straży granicznej pt. Służba ochrony granic, autorstwa Rudolfa Reinischa. W 1926 Feliks Olas został przydzielony do służby w Warszawie i tam równolegle pozostawał szefem redakcji czasopisma „Czaty”, również przeniesionej do stolicy . Służbowo pełnił funkcję referenta prasowego Straży Celnej . Po przekształceniu Straży Celnej od marca 1928 pełnił analogiczne stanowisko referenta prasowego w Komendzie Straży Granicznej . Wkrótce potem, z dniem 12 grudnia 1928 został przeniesiony do służby cywilnej i został zatrudniony jako urzędnik kontraktowy Referatu Prasowego oraz doradca prawny Komendy Straży Granicznej . 15 grudnia 1932 uzyskał stopień naukowy doktora praw na macierzystym Wydziale Prawa Uniwersytetu Jagiellońskiego . Sprawował funkcję radcy w Ministerstwie Skarbu. Był redaktorem publikacji pt. Na straży granic Rzeczypospolitej. Wydawnictwo pamiątkowe z okazji X-lecia straży granicznej 1928–1938. Prowadzone przez Feliksa Olasa czasopismo „Czaty” stało się głównym periodykiem dotyczącym wiedzy i informacji z zakresu ochrony granic Polski i było wydawane do końca istnienia II Rzeczypospolitej w 1939 . Był przydzielony do 20 pułku piechoty Ziemi Krakowskiej. Do 1939 był członkiem sądu koleżeńskiego Zarządu Okręgu Stołecznego Związku Legionistów Polskich w Warszawie.
Po wybuchu II wojny światowej 1939 podczas kampanii wrześniowej został zmobilizowany do 83 pułku Strzelców Poleskich stacjonującym w Kobryniu . Po agresji ZSRR na Polskę z 17 września 1939 został aresztowany przez Sowietów. Był przetrzymywany w obozie w Kozielsku. Wiosną 1940 został przetransportowany do Katynia i rozstrzelany przez funkcjonariuszy Obwodowego Zarządu NKWD w Smoleńsku oraz pracowników NKWD przybyłych z Moskwy na mocy decyzji Biura Politycznego KC WKP(b) z 5 marca 1940. Został pochowany na terenie otwartego 28 lipca 2000 Polskiego Cmentarza Wojennego w Katyniu, gdzie w 1943 jego ciało zidentyfikowano podczas ekshumacji prowadzonych przez Niemców pod numerem 768 (dosłownie określony jako Felix Opas). Przy zwłokach Feliksa Olasa zostały odnalezione: legitymacja urzędnika państwowego, dwa listy oraz pocztówka.

## Ordery i odznaczenia
- Krzyż Niepodległości (15 kwietnia 1932)[10]
- Krzyż Kawalerski Orderu Odrodzenia Polski (27 listopada 1929)[11][1]
- Krzyż Walecznych (dwukrotnie)[1] [3]
- Złoty Krzyż Zasługi (15 września 1937)[12]
- Medal Pamiątkowy za Wojnę 1918–1921[1]
- Medal Dziesięciolecia Odzyskanej Niepodległości[1]
- Brązowy Medal za Długoletnią Służbę[1]
- Odznaka pamiątkowa Korpusu Ochrony Pogranicza[1]

## Upamiętnienie
5 października 2007 roku Minister Obrony Narodowej Aleksander Szczygło awansował go pośmiertnie do stopnia majora. Awans został ogłoszony 9 listopada 2007 roku w Warszawie, w trakcie uroczystości „Katyń Pamiętamy – Uczcijmy Pamięć Bohaterów”.